# Nemosoma fascicolle
Nemosoma fascicolle is een keversoort uit de familie schorsknaagkevers (Trogossitidae). De wetenschappelijke naam van de soort werd in 1865 gepubliceerd door Hampe.